# حسن الرسام
حسن الرسام مغني عراقي، متنوع الاختيارات، بدأ مع جيل التسعينات الميلادية، وتعاملَ مع شعراء وملحين كبار، أصاب مسيرته الفنية بعض التعثّر من جرّاء الهجرة والحروب، غنّى سنة 2005 أغنية (عافوني)، قالت جريدة الرياض السعودية إن الأغنية «أول «كليب» يتناول قضية التطرف من خلال لوحات درامية عاطفية»، ويرى الرسام أن تلك الأغنية لا شبه بينها وبين أغنية كاظم الساهر (أحبّيني)، «وكل كليب له لغة تعبيرية وهوية خاصة به»، تُرجمت أغنية عافوني إلى الإنكليزية وعرضتها القناة النرويجية الأولى، فقابلته «مجلة الثقافة الموسيقية النرويجية»، ابتدأ حسن بالصعود إلى الشهرة بعد رواج أغنيته «شَعَر شَعَر»، ومن أعماله أغنية «أمانينا» التي نالت لقب أفضل (فيديو كليب) لأغنية خليجية ضمن مهرجان أوسكار للأغنية المصورة الدولي في دورته العاشرة سنة 2009، قال حسن «شاركتُ في المهرجان عن منطقة الخليج وبلاد الشام، لذلك كان اللقب (أفضل مطرب خليجي)». وهو أخو الكاتب السياسي سمير عبيد.

## نشأته
نشأ في محافظة النجف، وغنّى أولاً في مهرجانات المدارس وحفلاتها منذ مرحلة الدراسة الابتدائية، وكان حينئذٍ يخفي على أهله تلك الأنشطة الفنية لأنهم يعارضونها، وبعد تخرجه من المرحلة المتوسطة، أراد الالتحاق بمعهد الفنون الجميلة، فرفض أهله، فأكملَ دراسة الإعدادية، ثم، بتشجيع من أخيه، انتمى إلى نقابة الموسيقيين في النجف سنة 1995م، وكان يومئذٍ أصغر عضو فيها، وفي منتصف التسعينات ابتدأ الغناء والمشاركة في المهرجانات، لكنه لم يصوّر شيئاً من أغانيه، وفي سنة 1998 انتبه الأمن العراقي إلى اشتراك الرسام في السياسة، فسافر هارباً إلى النرويج سنة 1998م ويقيم منذئذٍ فيها، فصار بعيداً هنالك عن الفنانين، حتى سنة 2004م، حين توجّهَ إلى سوريا والتقى بعدة شعراء وملحنين كضياء الميالي وكريم هميم، ونصرت البدر.

### لقب الرسام
في يوم 24 أيار سنة 2016، نشرت الشبكة العراقية مقابلةً مع حسن الرسام، وسألوه "ألم تخش من تأثير هذا اللقب بوجود فنان آخر يحمل نفس اللقب وهو حسام الرسام؟" فقال "أنا لا أخشى من وجود اسم فنان آخر مع كل احترامي لهم بذات اللقب لأن أولاً أنا الأقدم بحمل هذا اللقب وهذا الشيء مسجل بشكل رسمي في نقابة الفنانين عام 1995، وثانيا أنا لا يهمني وجود فنان آخر يحمل نفس اسمي، لأن أعمالي تعلقت في نفوس الناس وقيمتها معروفة عندهم وأعتقد أن الجمهور سوف يذكر الأعمال الفنية وقيمتها وليس الألقاب.

## شكوى
في يوم 6 حزيران سنة 2021، أعلنَ حسن أنه تعرّض لحرب قال إنها «قذرة»، وقال إنه تعرض للحرب "من أقرب الأصدقاء والزملاء وشركات الإنتاج الذين يتبعون جهات عالمية وهم واجهة لها. إذ تم منع الشعراء والملحنين من التعامل معي، وحتى إن تعاملوا فإنهم يقدمون لي أغاني تافهة كي يتم تسقيطي في نظر جمهوري...فضلاً عن حظر اسمي من محركات البحث على الإنترنت،[وفقًا لِمَن؟] فعندما يبحث أحد عني يظهر له اسم فنان آخر".